# Portugália hadereje

## Portugáliahaderejének néhány összefoglaló adata
- Katonai költségvetés(2003): 3,497 milliárd USD, a GDP 2,3%-ka.
- Teljes személyi állomány: 44 900 fő.
- Tartalék: 210 930 fő, ebből haditengerészet: 930 fő
- Létrehozható állomány: 47 700 fő, ebbe beleszámítva a Köztársasági Nemzetőrség 26 100 fő, a rendőrség és biztonsági erők 21 600 fő
- Sorozás, toborzás rendje: behívás alapján.
- Szolgálati idő: 4 hónap.
- Mozgósítható lakosság: 2,6 millió fő, ebből 2 millió harci szolgálatra alkalmas

## Szárazföldi erő
Állomány: 25 400 fő

### Szervezete
- 5 területi parancsnokság
- 1 gépesített lövész dandár
- 1 gyors reagálású dandár
- 1 könnyűlövész dandár
- 3 területvédelmi dandár
- 3 gépkocsizó ezred
- 8 gyalog ezred
- 4 vegyes ezred
- 1 harckocsi ezred
- 3 gépesített ezred
- 2 tüzér ezred
- 1 légvédelmi tüzér ezred
- 2 műszaki ezred
- 1 katonai rendőri ezred
- 1 speciális hadműveleti központ

### Fegyverzete
- 86 db M48A5 harckocsi
- 101 db M60A3 harckocsi
- 40 db gyalogsági harcjármű

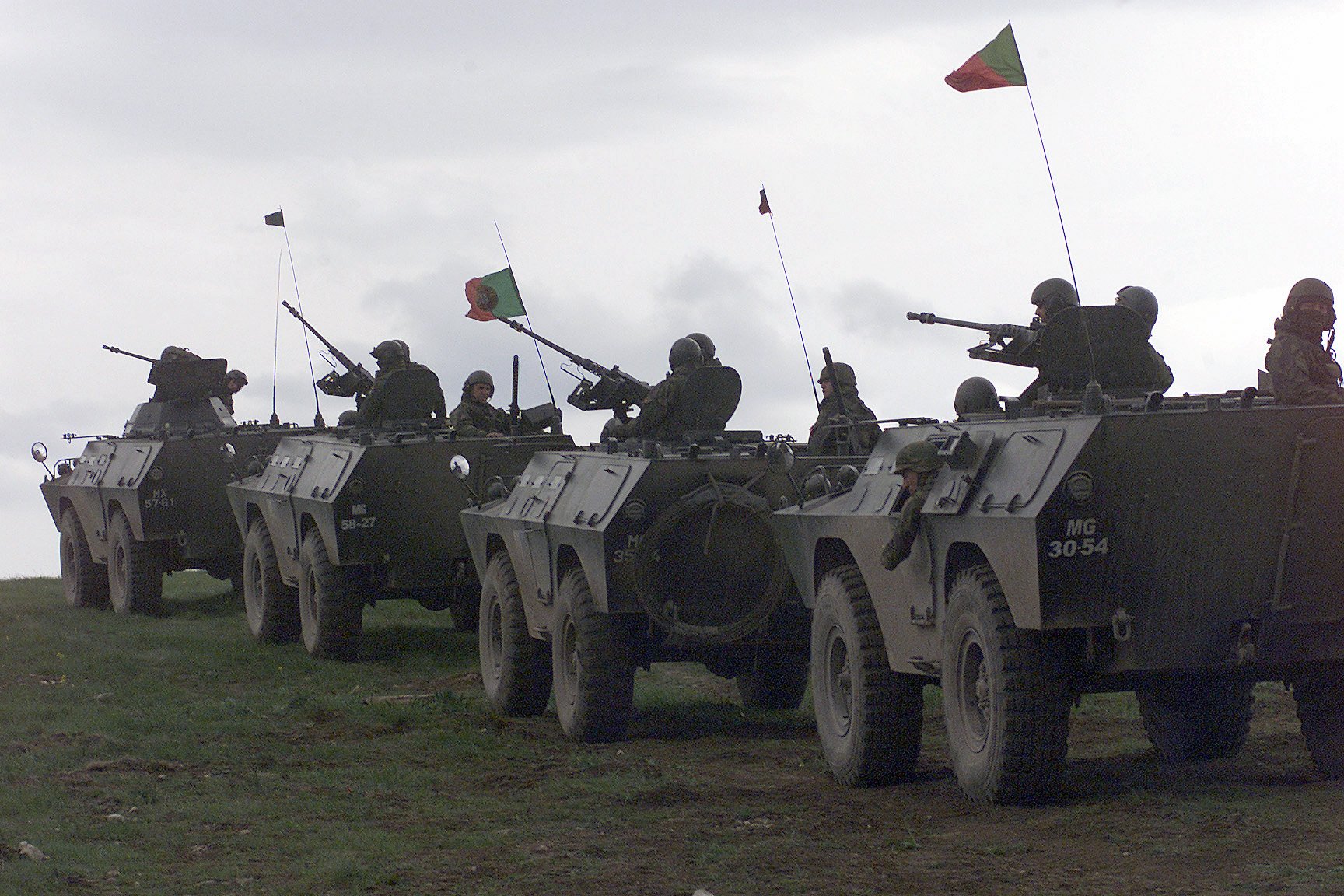
Portugál páncélos konvoj Boszniában

- 353 db páncélozott szállító jármű, ebből 240 db M113
- 318 db tábori tüzérlöveg, ebből 6 db 155 mm-es önjáró M109A2, és 14 db M109A5 önjáró
- 174 db aknavető
- 21 db 150 mm-es parti löveg
- 152 mm-es parti löveg
- 234 mm-es parti löveg
- 118 db páncélelhárító rakéta
- 93 db légvédelmi löveg
- 15 db FIM–92 Stinger hordozható légvédelmi rakéta
- 37 db MIM–72 Chaparral légvédelmi rakéta

## Légierő, légvédelem

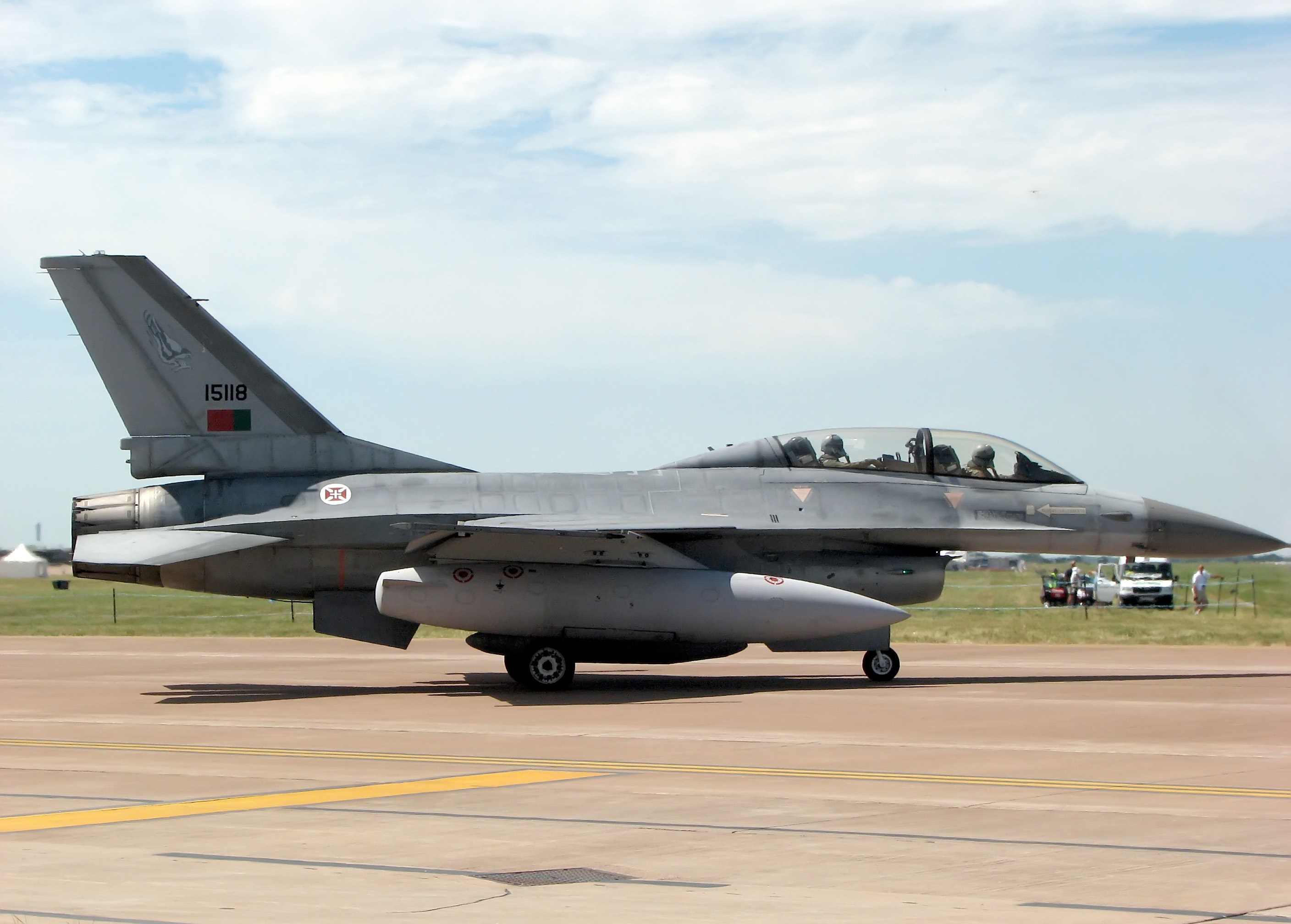
A Portugál Légierő kétüléses F-16 B repülőgépe

portugálul: Força Aérea Portuguesa
Harcászati alegységek:
- 2 vadászbombázó század
- 1 felderítő század
- 4 szállítórepülő század
- 2 kiképző század
- 2 SAR helikopterszázad
- 12 légvédelmi rakétaüteg

## Haditengerészet
Személyi állomány: 10 800 fő
Hajóállomány:

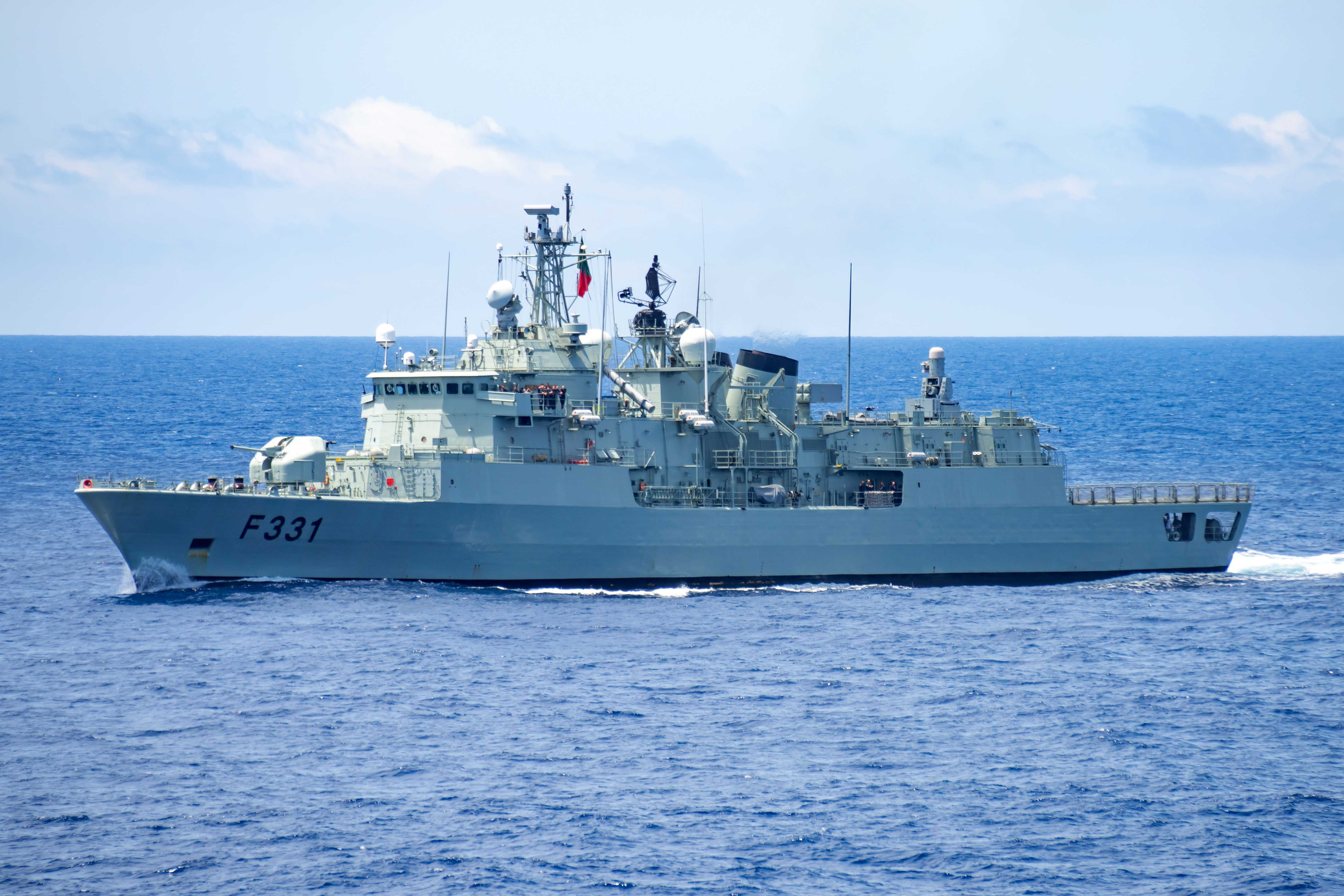
A portugál NRP Álvares Cabral fregatt 2021.

- 2 db Dafne-osztályú tengeralattjáró
- 3 db Vasco da Gama-osztályú fregatt (irányított rakétákkal)
- 3 db Comandante Joao Belo-osztályú fregatt
- 4 db Baptista de Andrade-osztályú fregatt
- 6 db Joao Coutinio-osztályú fregatt
- 6 db Casine-osztályú járőrhajó
- 5 db Argos-osztályú járőrhajó
- 3 db Albatross-osztályú járőrhajó
- 1 db partraszállító hajó
- 2 db Stalwart oceanográfiai hajó
- 2 db hidrográfiai hajó
- 2 db kiképző vitorlás hajó
- 2 db kiképző jacht
- 1 db tanker
- 2 db kisegítőhajó

## Tengerészgyalogság
Személyi állomány: 1580 fő
- 3 zászlóalj
- 1 biztosító alegység
- 36 db 120 mm-es aknavető